# Акела
Акела — вовк-одинак, персонаж «Книги джунглів» Редьярда Кіплінга, наставник і опікун Мауглі. Протягом багатьох років був ватажком своєї зграї.

## Образ
Саме слово «Акела» на хінді означає «одинокий». Кіплінг пояснював свій вибір імені для наставника Мауглі звучністю імені «Акела», яке, як і личить ватажкові зграї, може легко звучати у вигляді завивань його одноплемінників і розкочуватися по безкрайніх просторах на далекі відстані.
Як зазначає науковий співробітник Міського університету Нью-Йорка Шамутал Нойманн, разом з пантерою Багірою (в англійській версії це леопард-самець), Акела являє собою літературне втілення батьківської фігури для головного героя книг про пригоди Мауглі. Проте, для цілісності образу батька, Кіплінг зробив його колективним — Акела, яка взяла на себе основний тягар відповідальності за долю Мауглі, допомагають грати роль батька мудрий пітон Каа, сонний ведмідь Балу і слон Хатха, тим самим довершуючи образ.
Професор Університету Луїзіани в Лафайете Вільям Ярбро констатує, що з відходом природженого аристократа Акели в самотні мандри, зграя остаточно відбивається від рук — бандитські замашки беруть верх.

### «Акела промахнувся!»
Одноосібну владу Акели над вовчою зграєю з самого початку оповіді постійно підриває тигр Шерхан і його вірний поплічник шакал Табакі, які стежать за кожним кроком Акели, намагаючись дискредитувати його в очах вовчої зграї. І варто старіючому Акелі упустити здобич під час чергового полювання, вони не дають цій незначній події пройти непоміченою і роздмухують з неї справжній скандал всередині вовчої спільноти, голосячи: «Акела промахнувся!».
Ця хрестоматійна фраза, згодом ставши крилатим висловом, вживається донині в контексті суспільно-політичних інтриг, коли опоненти того чи іншого політика, державного або громадського діяча намагаються акцентувати суспільство на незначній помилці, їм допущеної, а також алегорично: про чий-небудь серйозний прорахунок, помилку, або як іронічний коментар до поведінки людини, який відверто зловтішається помилку свого ближнього. Сам Кіплінг коментує цей епізод таким чином: «Коли вождь зграї промахується, його звуть мертвим вовком, хоча він ще живий, бо жити йому вже залишається недовго».